# 胡子玫
胡子玫（1986年10月7日—），女，汉族，中国影视演员。

## 生平
1986年出生。2010年进入广告行业，2012年至2013年在北京电影学院进修，后进入影视圈，参演过《左手劈刀》、《最后一刻》、《妈妈我爱你》、《清平乐》、《异乡人：上海的芥川龙之介》。